# Guido Gratton
Guido Gratton (* 23. September 1932 in Monfalcone; † 26. November 1996 in Bagno a Ripoli) war ein italienischer Fußballspieler und -trainer. Mit der Nationalmannschaft seines Heimatlandes nahm er an der Fußball-Weltmeisterschaft 1954 teil.

## Karriere

### Verein
Gratton begann seine Fußballerkarriere im Seniorenbereich 1949 bei der AS Parma. Nach Stationen bei Vicenza Calcio und der AC Como wechselte er 1953 zur AC Florenz. Dort gewann Gratton unter Trainer Fulvio Bernardini 1956 die erste Vereinsmeisterschaft. In der darauf folgenden Saison spielte er mit Florenz im Europapokal der Landesmeister und konnte mit der Mannschaft das Finale erreichen, welches mit 0:2 gegen Real Madrid verloren wurde. 1958 erreichte er mit seinem Team das Finale der Coppa Italia. 1960 verließ Gratton die Fiorentina und spielte anschließend bis zu seinem Karriereende noch für den SSC Neapel und Lazio Rom. 

### Nationalmannschaft
Zwischen 1953 und 1959 bestritt Gratton insgesamt 11 Spiele für die italienische Fußballnationalmannschaft, in denen er drei Tore erzielte. Anlässlich der Fußball-Weltmeisterschaft 1954 in der Schweiz wurde er von Nationaltrainer Lajos Czeizler in das  italienische Aufgebot berufen, kam während des Turniers jedoch nicht zum Einsatz.

### Trainerkarriere
Nach seiner Spielerkarriere agierte Gratton Ende der 1960er/Anfang der 1970er Jahre als Trainer von unterklassigen Klubs.

## Erfolge
- Italienische Meisterschaft: 1955/56
- Europapokal der Landesmeister: Finale 1956/57
- Coppa Italia: Finale 1958